# Li-ťi

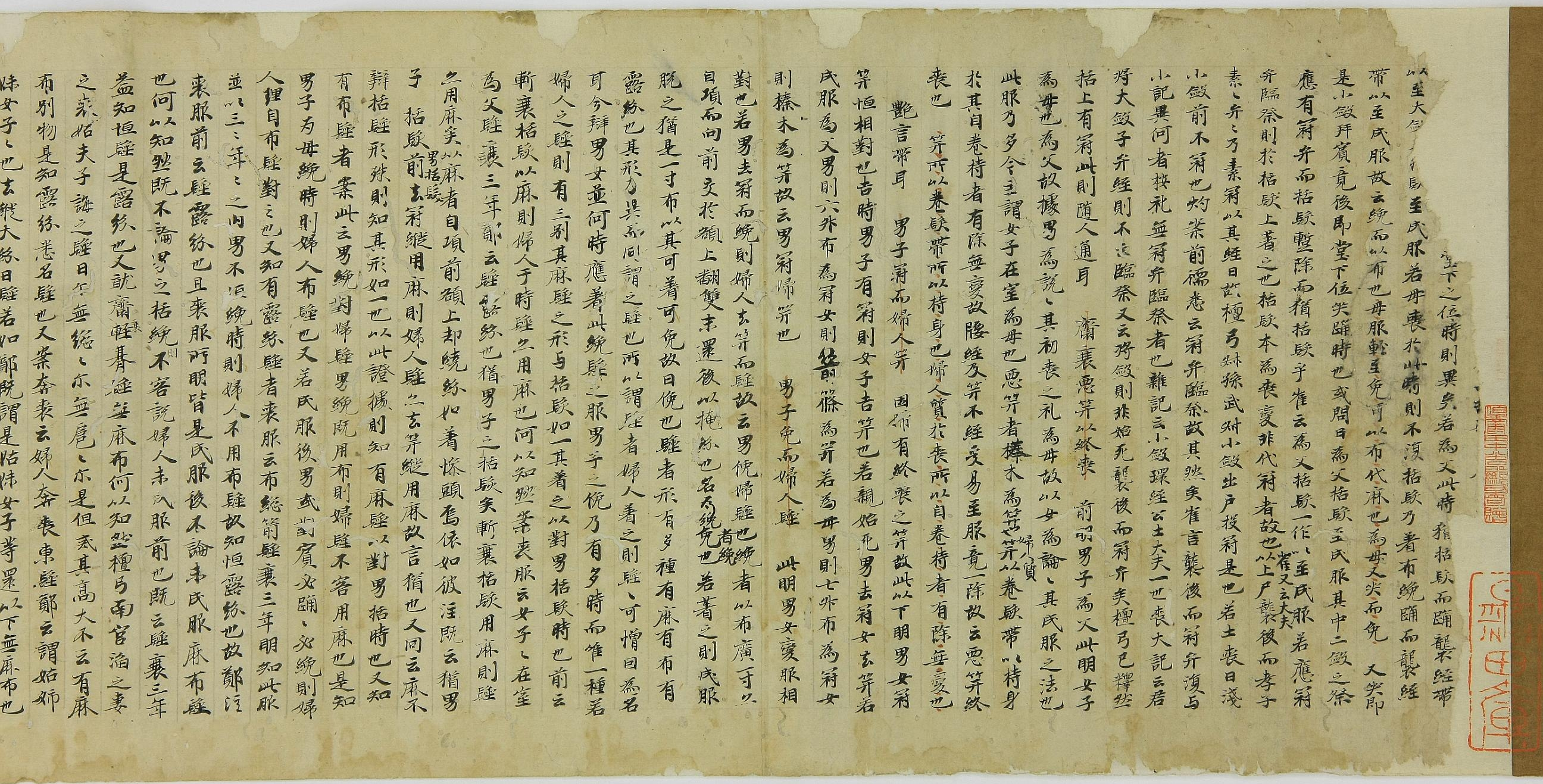
Strana z Knihy obřadů (kolem roku 900).

Li-ťi, tj. Kniha obřadů nebo také Kniha zvyků (v transkripci pinyin Lǐjì, znaky 禮記), je sbírka návodů a naučení týkajících se dvorských rituálů a etikety, vedení soudních přelíčení a také chování a správného jednání při styku s lidmi, předky i bohy, přičemž tato naučení jsou mezi sebou propojena různými vyprávěními a spojovacími texty.
Kniha, která má 49 kapitol a která by měla odrážet zvyky za dynastie Čou, je jednou z pěti knih konfuciánského kánonu. Za jejího autora je tradičně považován Konfucius (551–479 př. n. l.), vznikla však podstatně později, neboť jde o kompilaci textů vzniklých v období od 2. století př. n. l. do 2. století n. l.
Dvě kapitoly z této knihy, jmenovitě kapitola číslo 31 Cesta středu (Čung-jung, v transkripci pinyin Zhongyong, znaky 中庸) a kapitola číslo 42 Velké učení (Ta-süe, v transkripci pinyin Daxue, znaky 大學) byly jako samostatné texty převzaty do čtyř posvátných knih vybraných učencem Ču Siem jako úvod do studia konfucianismu.

## Česká vydání
- Velké učení; Doktrína středu. Překlad Oldřich Král. 1. vyd. Lásenice: Maxima, 2008. 168 s. ISBN 978-80-86921-04-4.